# Joc Pederson
Joc Russell Pederson (ur. 1 sierpnia 1985) – amerykański baseballista występujący na pozycji zapolowego w Chicago Cubs.

## Przebieg kariery
Po ukończeniu szkoły średniej, w czerwcu 2010 roku został wybrany w jedenastej rundzie draftu przez Los Angeles Dodgers i początkowo występował w klubach farmerskich tego zespołu, między innymi w Albuquerque Isotopes, reprezentującym poziom Triple-A. We wrześniu 2012 ze względu na żydowskie pochodzenie wystąpił w reprezentacji Izraela w meczach eliminacyjnych do turnieju World Baseball Classic; wystąpił we wszystkich trzech spotkaniach, uzyskując średnią 0,308.
W Major League Baseball zadebiutował 1 września 2014 w meczu przeciwko Washington Nationals jako pinch hitter. 12 kwietnia 2015 w spotkaniu z Arizona Diamondbacks zdobył pierwszego home runa, zaś 1 maja 2015 również w meczu z Diamondbacks pierwszego grand slama w MLB. 3 czerwca 2015 w spotkaniu z Colorado Rockies zdobył home runa w piątym kolejnym meczu i został pierwszym debiutantem w historii klubu, który tego dokonał. Ponadto został czwartym zawodnikiem w historii klubu z takim osiągnięciem; wcześniej dokonali tego Roy Campanella, Shawn Green i Matt Kemp.
Pederson został powołany do NL All-Star Team jako pierwszy debiutant Los Angeles Dodgers od 1995 roku. Początkowo wybrany był jako rezerwowy, jednak z powodu kontuzji Matta Hollidaya, został przesunięty do wyjściowego składu. W przeddzień Meczu Gwiazd wziął udział w Home Run Derby, w których dotarł do rundy finałowej, przegrywając z Toddem Frazierem z Cincinnati Reds.
5 lutego 2021 został zawodnikiem Chicago Cubs.

## Nagrody i wyróżnienia
| Nagroda/wyróżnienie      | Lata | Źródło |
| All-Star                 | 2015 | [ 7 ]  |
| Zwycięzca w World Series | 2020 | [ 1 ]  |